# Ямайский цветной трупиал
Ямайский цветной трупиал, или ямайский трупиал (лат. Icterus leucopteryx), — вид воробьиных птиц из семейства трупиаловых (Icteridae). Выделяют два существующих подвида и один вымерший. Вид более близок к членам рода, обитающим на североамериканском материке, таким как Icterus galbula и Icterus auratus, чем к живущим в Карибском регионе.

## Распространение
Обитают на Ямайке и колумбийских островах Сан-Андреас. Ранее встречались на Большом Каймане и Каймановых островах, но в настоящее время там вымерли.

## Описание
Длина тела 21 см, вес 34—42 г. Самцы номинативного подвида преимущественно окрашены в оливково-жёлтый цвет, на брюхе более яркий и жёлтый. Маска, а также горло и верх грудки у них при этом чёрные, как и верхняя часть крыльев.

## Биология
Питаются насекомыми, другими членистоногими, возможно, мелкими позвоночными, а также нектаром и фруктами.

## Охранный статус
МСОП присвоил виду охранный статус LC.